# Buprestis carabuho
Buprestis carabuho es una especie de escarabajo del género Buprestis, familia Buprestidae. Fue descrita científicamente por Westcott en 1998.

## Distribución geográfica
Habita en el Neotrópico.